# Empis ardesiaca
Empis ardesiaca är en tvåvingeart som beskrevs av Christian Rudolph Wilhelm Wiedemann 1822. Empis ardesiaca ingår i släktet Empis och familjen dansflugor. Inga underarter finns listade i Catalogue of Life.